# Elaphoglossum accedens
Elaphoglossum accedens är en träjonväxtart som först beskrevs av Georg Heinrich Mettenius, och fick sitt nu gällande namn av Christ. Elaphoglossum accedens ingår i släktet Elaphoglossum och familjen Dryopteridaceae. Inga underarter finns listade.